# Delta Phoenicis
Désignations
Delta Phoenicis (en abrégé δ Phe) est une étoile géante jaune de la constellation du Phénix. Sa magnitude apparente est de 3,95.